# スルターン

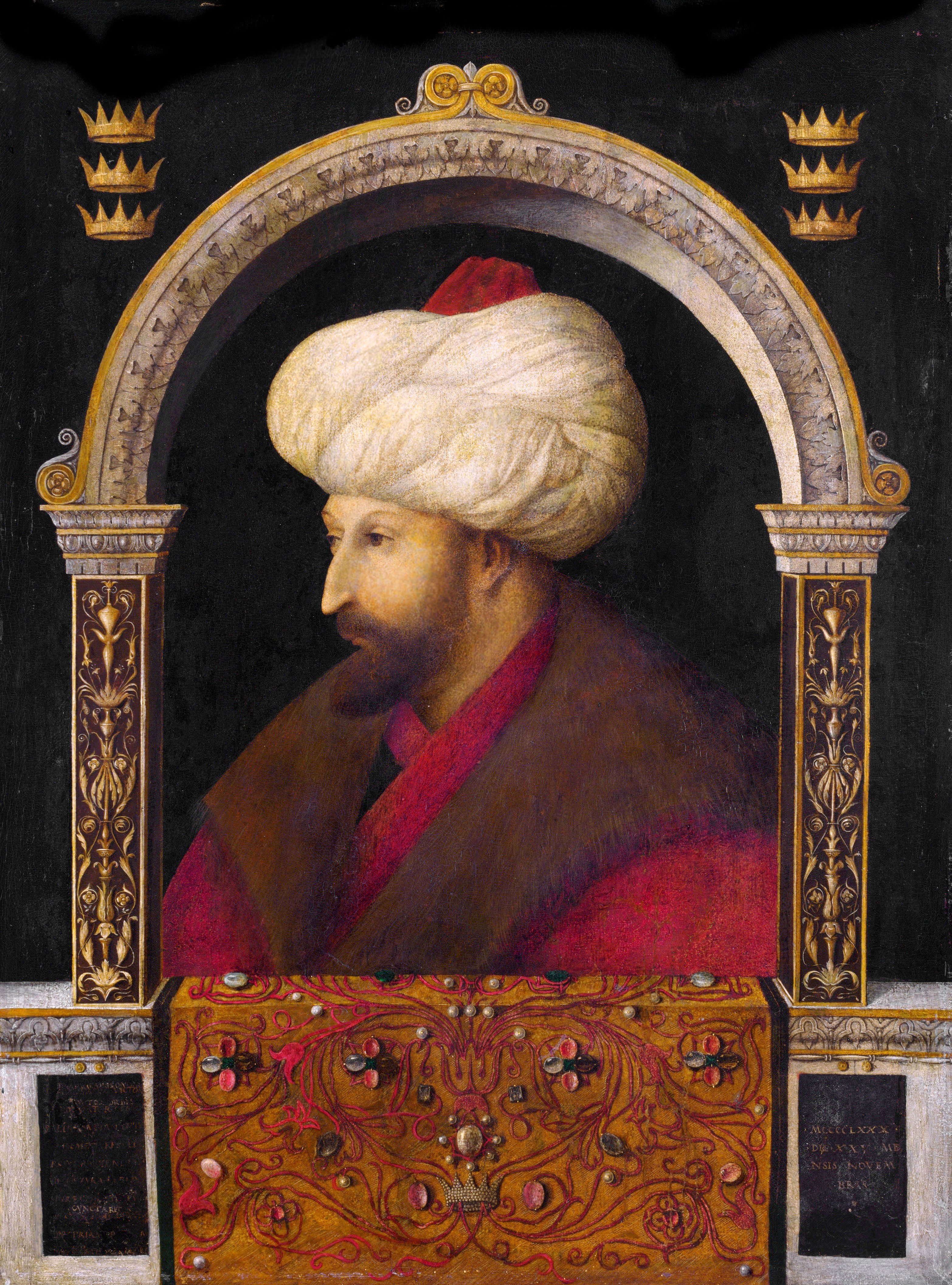
オスマン帝国スルターンであるメフメト2世

スルターン（アラビア語: سلطان sulṭān, アラビア語発音: [sʊlˈtˤɑːn], スルターン）は、イスラム世界における君主号（君主の称号）のひとつ。アラビア語で「力、権力、権威」「権力者、権威者」「王、絶対的君主」などを意味する。
マレー語・トルコ語などの発音に準じてスルタンと書かれることも多く、「国王」、「皇帝」などとも訳される。古くは英語における発音の音訳によってサルタンとも書かれたが、近年では稀である。

## 概要
スルターンの語は、クルアーンの中では「神に由来する権威」を意味する語として使われ、アッバース朝のカリフにおいて初めて君主の称号として採用された。11世紀にアッバース朝カリフの庇護者として勢力を伸ばしたセルジューク朝のトゥグリル・ベグはカリフからスルターンの称号を授与され、ちょうど西ヨーロッパにおける教皇に対する皇帝のように用いられる。
セルジューク朝の衰退後はルーム・セルジューク朝やホラズム・シャー朝などのセルジューク朝から自立したイスラム王朝で君主の称号として採用され、スンナ派イスラム世界において一般的な称号として定着する。これ以降、アイユーブ朝、マムルーク朝などの諸王朝は、アッバース朝カリフの承認のもとでスルターンの君主号を称し、自らの権威付けに利用したが、しばしば比較される神聖ローマ帝国の皇帝がローマ教皇に戴冠されたように必ずカリフの任命を要したわけではない。
年代記ではスルタンより、パーディシャー（padişah）や、ヒュンカール（hünkar、ヒュンキャール）などの表記が用いられる。また、王子（シェフザーデ）の称号はシェフザーデ・スルタン・名前の順で使用される(例：Şehzade Sultan Mehmed)。また妻を含む女系家族の場合も同様である（例：Mihrimah Sultan）。
オスマン朝でスルターンの称号を最初に名乗ったのは2代オルハンで、シャー、ハンの称号と組み合わせて「スルタン・スレイマン・シャー・ハン」などと自称した。のちにオスマン朝が大帝国に発展するとパーディシャーの称号が一般的に用いられるようになるが、君主名の前にスルタンの語を添えて用いたり、「スルタンたちのスルタン」と称したりするようにもなり、また君主の后妃や娘の称号としてもスルタンの語が用いられた。19世紀に「スルタン＝カリフ制」の主張が生まれると、オスマン帝国の君主は世俗権力であるスルタン権と宗教権威であるカリフ権を兼ね備えていると考えられるようになる。
現在はオマーン、ブルネイ、およびマレーシア各州の君主がスルターンの称号を使用している。
また、インドネシアは建国以来共和制国家だが、領域内には637の「王国」と「スルターン領」が存在している。共和国成立時、ジョグジャカルタのジョグジャカルタ・スルターン国と、傍流のパク・アラム家のアディパティ侯国はいち早く共和国に合流し、ジョグジャカルタのスルターンがジョグジャカルタ特別州の終身知事に就き、副知事にパク・アラム家の当主が就任する慣習が続いていた。スハルト体制の崩壊後にはその扱いを巡って議論があったが、2012年の「ジョグジャカルタ特別区の特別性に関する共和国法2012年第13号」により、特別州の性格は再確認され、在位中のスルターンが州知事となり、パク・アラム家の当主が副知事となることが法的に定められた。

## 訳名
古漢籍における表記は「速魯檀」、「鎖魯檀」、「素里檀」、「唆里檀」、「算端」、「層檀」。近代の中国語における音訳は「素檀」、「蘇丹」。

## スルタン制
マックス・ウェーバーは、伝統的支配の一形態である家産制について説明する際に、家産制を支配者の支配を正当化する伝統的権威と支配者自らが支配する家産官僚や軍隊の力を利用した恣意的行動とのせめぎ合いの上にあるとしたが、その中で支配者が伝統的権威の拘束から脱して唯一人が恣意的行動のままに国家を統治する体制が確立している様をイスラム世界のスルタンに擬えてスルタン制（sultanismus）と命名した。後にホアン・リンスはウェーバーの理論を発展させてスルタニズム論を唱えた。

## スルターン国
スルターンを号する君主を戴く国家を指して、スルターン国（アラビア語: سلطنة）という呼称を用いることがある。王が君主の国家を「王国」、公が君主の国家を「公国」と呼ぶのと同じ理屈である。学術的な分野で支配体制を明示するとき以外、用いられることは稀であり、一般的にスルターン国は王国の範疇に含まれる。

### 現存するスルターン国
- オマーン国
- ブルネイ・ダルサラーム国

## 現在のスルターン
国連加盟国の国家元首であるスルターンの一覧を示す。マレーシアの国王は、マレーシア内9州の君主の互選で選ばれ、「国王（アゴン）」として在位する際にも元々の位がスルターンであった場合はスルターン位を兼ねているが、マレーシアの国家元首としての地位はスルターンではない。
- 在位年順

| 名                                         | 国       | 年齢 | 即位年        |
| ------------------------------------------ | -------- | ---- | ------------- |
| ハサナル・ボルキア                         | ブルネイ | 78歳 | 1967年10月4日 |
| ハイサム・ビン・ターリク・アール＝サイード | オマーン | 70歳 | 2020年1月11日 |

### 国家内の地域に置いて実権を持つスルターン
| 国           | 構成領邦名             | スルターン               |
| ------------ | ---------------------- | ------------------------ |
| マレーシア   | ジョホール州           | ジョホールのスルターン   |
| マレーシア   | ケダ州                 | ケダのスルターン         |
| マレーシア   | クランタン州           | クランタンのスルターン   |
| マレーシア   | パハン州               | パハンのスルターン       |
| マレーシア   | ペラ州                 | ペラのスルターン         |
| マレーシア   | セランゴール州         | セランゴールのスルターン |
| マレーシア   | トレンガヌ州           | トレンガヌのスルターン   |
| インドネシア | ジョグジャカルタ特別州 | ハメンクブウォノ10世     |